# Salwa Eid Naser
Salwa Eid Naser (nacida Ebelechukwu Agbapuonwu, Onitsha, Nigeria, 23 de mayo de 1998) es una atleta nacida nigeriana nacionalizada bareiní, especialista en carreras de velocidad, campeona mundial en 2019 en 400 m.

## Carrera deportiva
En el Campeonato Mundial Juvenil de Atletismo de 2015 ganó el oro en los 400 metros, con un tiempo de 51.50 segundos, por delante de la estadounidense Lynna Irby y la británica Catherine Reid.
Dos años después, en el Mundial de Londres 2017 gana la medalla de plata en 400 m, quedando en el podio tras la estadounidense Phyllis Francis y por delante de otra estadounidense Allyson Felix.
En el Mundial de Doha 2019 consiguió la medalla de oro en los 400 m. Sin embargo, posteriormente fue sancionada por saltarse tres controles antidopaje, lo que le supuso la anulación de sus resultados a partir de noviembre de 2019 y una sanción hasta febrero de 2023.